# Franz Moser
Franz Moser   (Viena, 20 de març de 1880 - Viena, 27 de març de 1939) fou un compositor austríac.
Estudià en el conservatori de la seva ciutat natal amb els mestres Mandyczews-ki, Graedener, Fuchs. El 1906 fou nomenat repetiteur de Félix Mottl en el Conservatori de Múnic. Des de 1919 fou professor de piano i de teoria de la Música en l'Acadèmia Nacional i director de cors en el Teatre de l'Òpera de Viena
Va compondre:
- Simfonies;
- Quartets;
- una Serenade per a instruments de vent;
- una Simfonia de cambra també per a instruments de vent;
- un preludi simfònic per a gran orquestra;

més alguna música de piano i lieder.